# Norr-Espen
Norr-Espen eller Norr-Äspen, är en ö i Lule skärgård. Här finns bland annat tjärnen Gammelhamnen, som tidigare var en hamn.

### Fotnoter
1. ↑  Else Britt Lindblom (7 maj 1988). ”Studier över önamnen i Luleå skärgård”. Kajaking.se. Arkiverad från originalet den 26 juli 2014. https://web.archive.org/web/20140726221439/http://www.diva-portal.org/smash/get/diva2:640417/FULLTEXT02.pdf. Läst 19 juli 2014.